# 14 nap életfogytiglan
A 14 nap életfogytiglan (14 Tage lebenslänglich) egy 1997-ben készült német börtönthriller és filmdráma Kai Wiesinger főszereplésével. A filmet Magyarországon moziban nem vetítették, de leadták a televízióban. A kölni Rajna-parton játszódó végső jelenetben Nana rapper dala hallható, a Lonely, mely az év egyik legnagyobb sikere volt, első helyezésig jutott a német slágerlistán. A kísérőzenét a Deutsches Filmorchester Babelsberg adja elő, Prof. Bernd Wefelmeyer vezényletével. A filmet Köln és Aachen városokban, valamint két berlini börtönben forgatták. Az elnyert négy díjjal és hat jelöléssel, első helyezett filmdalával a kilencvenes évek egyik legjelentősebb német filmdrámája.

## Cselekmény
|  | Alább a cselekmény részletei következnek! |

Konrad von Seidlitz, a fiatal német ügyvéd élete a legteljesebb rendben van. Jómódú, munkájában igen sikeres, fiatal kora ellenére társtulajdonosa egy ügyvédi cégnek. Különlegesen attraktív barátnője maga az igazságügyminiszter lánya. A társaság kedvence, hektikus bulikon vesz részt, ahol némi könnyű drog is elfogy. A túl könnyen jött siker viszont kissé a fejébe szállt, arrogáns, cinikus és öntörvényű.
Egy napon felszólítást kap évek óta ki nem fizetett parkolási bírságai miatt, vagy fizet, vagy két hétre börtönbe kell mennie. Úgy dönt, hogy bevonul, de ebből is csak előnyt fog kovácsolni, a parkolóbírság miatt börtönbe vonult ügyvédről fognak szólni az újságok, ismertebb és népszerűbb lesz, mint előtte. Az utolsó estét nekivadult bulizással tölti népes társaságával.
Jogaival nagyon is tisztában lévén vonul be másnap a börtönbe. Az egészet egy két hetes kalandnak fogja fel, nem is próbál meg alkalmazkodni a szabályokhoz és a börtönélethez, ezzel sem a fegyőrök, sem a többi elítélt jóindulatát nem vívja ki. A két hét ennek ellenére viszonylag nyugodtan eltelik, már öltözne át drága öltönyébe, ám egy utolsó vizsgálat következik, minek során a cellájában elrejtve 20 deka kokaint találnak. A szer ugyan nem az övé, nem is tudott róla, de ezt bizonyítania szinte lehetetlen. Valakik valamiért nagyon csúnyán bemártották.
A szabadlábra helyezés azonnal ugrott. Két évet kap, amit nagyon nehéz kibírnia. A 14 napos kis pihenésből rémálom lesz. Konrad a legsötétebb börtönpokolban találja magát. Szadista őrök és brutális fegyencek, sötétzárkák, verések között az élete sincs biztonságban. Tudva ártatlanságát, nem nyugszik bele az ítéletbe. Bent egyetlen emberben bízhat, az pedig Viktor Czernetzky, egy kőkemény, nehéz gengszter.
Végül kiderül az igazság, üzlettársa keverte bajba, hogy hozzájusson a céghez és megszerezze barátnőjét. A cégét, barátnőjét, pénzét, mindenét elveszített ügyvéd két év után szabadul, de ez a Konrad már nem a két évvel korábbi elkényeztetett yuppie. Egy megkeményedett, több évet öregedett, magányos, de a túlélést és a harcot megtanult férfi vált belőle.
|  | Itt a vége a cselekmény részletezésének! |

## Szereplők
- Kai Wiesinger - Konrad von Seidlitz, fiatal, nagymenő ügyvéd
- Michael Mendl - Viktor Czernetzky, kemény gengszter a börtönben
- Katharina Meinecke - Annika
- Axel Pape - Häring, Konrad üzlettársa és bemártója
- Sylvia Leifheit - Cornelia, Konrad menyasszonya
- Jürgen Schornagel - Kaschinski
- Axel Milberg - Kleinschmidt
- Marek Wlodarczyk - Ramon
- Detlef Bothe - Rudi
- Rolf Illig - Schröder
- Hubert Mulzer - Kaiser
- Bernd Stegemann - Kruse
- Peter Fitz - börtönigazgató
- Heinz Trixner - igazságügyminiszter, Konrad leendő apósa
- Ulrich Bähnk - államügyész

## Díjak és jelölések
- Bavarian Film Award 1998, legjobb színész díj: Kai Wiesinger
- Bavarian Film Award 1998, legjobb mellékszereplő díj: Michael Mendl
- German Camera Award 1998, legjobb vágás díja: Peter R. Adam
- German Camera Award 1998, legjobb operatőr jelölés: Martin Langer
- German Film Awards 1997, legjobb operatőr díj: Martin Langer
- German Film Awards 1997, legjobb férfi főszereplő jelölés: Kai Wiesinger
- German Film Awards 1997, legjobb férfi mellékszereplő jelölés: Michael Mendl
- German Film Awards 1997, legjobb rendező jelölés: Roland Suso Richter
- German Film Awards 1997, legjobb film jelölés: Roland Suso Richter

## Filmzenei album
BMG-Ariola 374893
- 1. Intro 0:42
- 2. C-Block - So Strung Out 3:47
- 3. The Course - Ready Or Not [Radio Mix] 3:24
- 4. Total Touch - Somebody Else's Lover [Album Version] 4:40
- 5. Ulrich Reuter - Zugang Von Seidlitz 1:52
- 6. Down Low Murder [Video Mix] 4:07
- 7. Nana - Lonely [Lebenslänglich Mix] 5:12
- 8. A Tribe Called Quest Feat. Faith Evans & Raphael Saadiq - Stressed Out 4:27
- 9. Ulrich Reuter - Ramon Ist Tot 2:50
- 10. Xzibit - The Foundation [Radioversion Clean] 3:52
- 11. Ghetto People Feat. L-Viz - In The Ghetto [Ghetto Mix] 3:50
- 12. Delinquent Habits Tres Delinquentes [Original Version] 4:15
- 13. Grooveminister - Move Your Jazz 4:00
- 14. Christoph Gracian Schubert - Die Flucht 1:13
- 15. Blacknuss - Dinah 4:59
- 16. Bone - Thugs-N-Harmony 1st Of Tha Month 5:16
- 17. SWV - It's All About U 3:41
- 18. Ulrich Reuter - Hast Du Ihn Getötet? 1:16
- 19. Steffen Kamper Trio Feat. Cécile Verny - The Right Side Of Life 3:13